# کلسی بوان
کلسی بوان (انگلیسی: Kelsey Bevan؛ زادهٔ ۱۰ آوریل ۱۹۹۰) قایقران روئینگ زن اهل نیوزیلند است.
وی در مسابقات کشوری و بین‌المللی در مجموع برندهٔ ۲ مدال طلا، ۱ مدال نقره، ۱ مدال برنز شده‌است.